# WHA 1975/1976
Sezóna 1975/1976 byl 4. ročníkem World Hockey Association.
‎Po třech sezónách, ve které se liga rozrostla z 12 na 14 účastníků ligy, šli do nové sezóny s velkými nadějemi. ‎‎Chicago Cougars‎‎ a Baltimore Blades‎‎ opustili soutěž kvůli problémům. Jejich místa zaujali ‎‎Cincinnati Stingers‎‎ a ‎‎Denver Spurs‎‎. Zatímco Cincinnati se na účast připravovalo už nějakou dobu, Denver se na sezonu připravoval narychlo. ‎
‎V Denveru spousta věcí nešla podle plánu. Aby ‎‎zachránil klub, tým se na přelomu roku přestěhoval do ‎‎Ottawy‎‎ (Ottawa Civics, ale krátce nato se tým vzdal účasti. Liga tím byla otřesena a nedokázal zachránit ani tým ‎‎Minnesota Fighting Saints‎‎, který byl nadprůměrný jak atleticky, tak divácky. ‎
Houston Aeros nedokázali obhájit svůj třetí titul v řadě. Ve finále ‎‎Avco World Trophy‎‎ prohráli s Winnipeg Jets, který jasně zvítězili 4-0. ‎
‎4 123 121 diváků sledovalo 532 zápasů čtvrté sezóny. V průměru to bylo 7 750 na zápas, což byl další nárůst ve srovnání s předchozí sezónou. V NHL do té doby počet diváků klesl na zhruba 12 644.‎

## Základní část

### Systém soutěže
‎Dvakrát v lednu donutily WHA změnit svůj harmonogram v krátké době. Bylo plánováno, že týmy odehrají polovinu svých zápasů v rámci své divize a druhou polovinu proti týmům ostatních dvou divizí. Domácí a venkovní zápasy by také měly být vyvážené. Krátkodobé úpravy nyní umožnily některým týmům odehrát 80 a jiným 81 zápasů. ‎
‎Na konci základní části se první čtyři týmy z ‎‎Kanadské divize‎‎ kvalifikovaly do play-off a tři nejlepší týmy z ‎‎ostatních dvou divizí‎‎. Play-off se konalo po základní části a hrálo se ve vyřazovací části.‎‎ V případě remízy mezi dvěma nebo více týmy se původně započítal větší počet vyhraných zápasů.‎

### Tabulka

#### Kanadská divize
| Poř. | Tým              | Z  | V  | R  | P | VG  | OG  | B   |
| ---- | ---------------- | -- | -- | -- | - | --- | --- | --- |
| 1.   | Winnipeg Jets    | 81 | 52 | 27 | 2 | 345 | 254 | 106 |
| 2.   | Québec Nordiques | 81 | 50 | 27 | 4 | 371 | 316 | 104 |
| 3.   | Calgary Cowboys  | 80 | 41 | 35 | 4 | 307 | 282 | 86  |
| 4.   | Edmonton Oilers  | 81 | 27 | 49 | 5 | 268 | 345 | 59  |
| 5.   | Toronto Toros    | 81 | 24 | 52 | 5 | 335 | 398 | 53  |

#### Východní divize
| Poř. | Tým                 | Z  | V  | R  | P | VG  | OG  | B  |
| ---- | ------------------- | -- | -- | -- | - | --- | --- | -- |
| 1.   | Indianapolis Racers | 80 | 35 | 39 | 6 | 245 | 247 | 76 |
| 2.   | Cleveland Crusaders | 80 | 35 | 40 | 5 | 273 | 279 | 75 |
| 3.   | New England Whalers | 80 | 33 | 40 | 7 | 255 | 290 | 73 |
| 4.   | Cincinnati Stingers | 80 | 35 | 44 | 1 | 285 | 340 | 71 |

#### Západní divize
| Poř. | Tým                                                    | Z  | V  | R  | P | VG  | OG  | B   |
| ---- | ------------------------------------------------------ | -- | -- | -- | - | --- | --- | --- |
| 1.   | Houston Aeros                                          | 80 | 53 | 27 | 0 | 341 | 263 | 106 |
| 2.   | Phoenix Roadrunners                                    | 80 | 39 | 35 | 6 | 302 | 287 | 84  |
| 3.   | San Diego Mariners                                     | 80 | 36 | 38 | 6 | 303 | 290 | 78  |
| 4.   | Minnesota Fighting Saints (odstoupení 27. února 1976)  | 59 | 30 | 25 | 4 | 211 | 212 | 64  |
| 5.   | Denver Spurs/Ottawa Civics (odstoupení 17. ledna 1976) | 41 | 14 | 26 | 1 | 134 | 172 | 29  |

### Hráčské statistiky

#### Kanadské bodování
Toto je konečné pořadí hráčů podle dosažených bodů. Za jeden vstřelený gól nebo přihrávku na gól hráč získal jeden bod.
| Poř. | Hráč            | Tým                 | Z  | G  | A  | B   | TM  | +/- |
| ---- | --------------- | ------------------- | -- | -- | -- | --- | --- | --- |
| 1.   | Marc Tardif     | Quebec Nordiques    | 81 | 71 | 77 | 148 | 79  | --  |
| 2.   | Bobby Hull      | Winnipeg Jets       | 80 | 53 | 70 | 123 | 30  | --  |
| 3.   | Réal Cloutier   | Quebec Nordiques    | 80 | 60 | 54 | 114 | 27  | --  |
| 4.   | Ulf Nilsson     | Winnipeg Jets       | 78 | 38 | 76 | 114 | 54  | --  |
| 5.   | Robbie Ftorek   | Phoenix Roadrunners | 80 | 41 | 72 | 113 | 109 | --  |
| 6.   | Chris Bordeleau | Quebec Nordiques    | 74 | 37 | 72 | 109 | 42  | --  |
| 7.   | Anders Hedberg  | Winnipeg Jets       | 76 | 50 | 55 | 105 | 48  | --  |
| 8.   | Réjean Houle    | Quebec Nordiques    | 81 | 51 | 52 | 103 | 61  | --  |
| 9.   | Serge Bernier   | Quebec Nordiques    | 70 | 34 | 68 | 102 | 91  | --  |
| 10.  | Gordie Howe     | Houston Aeros       | 78 | 32 | 70 | 102 | 76  | --  |

#### Hodnocení brankářů
Toto je konečné pořadí nejlepších pět brankářů.
| Poř. | Hráč           | Tým                 | Z  | MIN  | V  | P  | R | OG  | ČK | POG  | Úsp% |
| ---- | -------------- | ------------------- | -- | ---- | -- | -- | - | --- | -- | ---- | ---- |
| 1    | Michel Dion    | Indianapolis Racers | 31 | 1860 | 14 | 15 | 1 | 85  | 0  | 2.74 | 91.0 |
| 2    | Joe Daley      | Winnipeg Jets       | 62 | 3612 | 41 | 17 | 1 | 171 | 5  | 2.84 | 90.3 |
| 3    | Wayne Rutledge | Houston Aeros       | 25 | 1456 | 14 | 10 | 0 | 77  | 1  | 3.17 | 90.1 |
| 4    | Jack Norris    | Phoenix Roadrunners | 41 | 2412 | 21 | 14 | 4 | 128 | 1  | 3.18 | 89.1 |
| 5    | Ernie Wakely   | San Diego Mariners  | 67 | 3824 | 35 | 27 | 4 | 208 | 3  | 3.25 | 89.5 |

## Play off

### Pavouk
|  | Předkolo | Předkolo            | Předkolo            |                     |   | Čtvrtfinále | Čtvrtfinále | Čtvrtfinále   |   |    | Semifinále          | Semifinále | Semifinále    |   |  | Finále | Finále | Finále |
|  |          |                     |                     |                     |   |             |             |               |   |    |                     |            |               |   |  |        |        |        |
|  |          |                     |                     |                     |   |             |             |               |   |    |                     |            |               |   |  |        |        |        |
|  |          | C1                  | Winnipeg Jets       | 1                   |   |             |             |               |   |    |                     |            |               |   |  |        |        |        |
|  |          |                     |                     | 1                   |   |             |             |               |   |    |                     |            |               |   |  |        |        |        |
|  |          |                     | C4                  | Edmonton Oilers     | 3 |             |             |               |   |    |                     |            |               |   |  |        |        |        |
|  |          |                     | C4                  | Edmonton Oilers     | 3 |             |             |               |   |    |                     |            |               |   |  |        |        |        |
|  |          |                     |                     |                     |   |             |             |               |   |    |                     |            |               |   |  |        |        |        |
|  |          |                     |                     |                     |   |             |             |               |   |    |                     |            |               |   |  |        |        |        |
|  |          |                     |                     |                     |   |             | K1          | Winnipeg Jets | 4 |    |                     |            |               |   |  |        |        |        |
|  |          |                     |                     |                     |   |             |             |               | 4 |    |                     |            |               |   |  |        |        |        |
|  |          | K3                  | Calgary Cowboys     | 1                   |   |             |             |               |   |    |                     |            |               |   |  |        |        |        |
|  |          | K3                  | Calgary Cowboys     | 1                   |   |             |             |               |   |    |                     |            |               |   |  |        |        |        |
|  |          |                     |                     |                     |   |             |             |               |   |    |                     |            |               |   |  |        |        |        |
|  |          |                     |                     |                     |   |             |             |               |   |    |                     |            |               |   |  |        |        |        |
|  |          | K2                  | Québec Nordiques    | 1                   |   |             |             |               |   |    |                     |            |               |   |  |        |        |        |
|  |          |                     |                     | 1                   |   |             |             |               |   |    |                     |            |               |   |  |        |        |        |
|  |          |                     | K3                  | Calgary Cowboys     | 4 |             |             |               |   |    |                     |            |               |   |  |        |        |        |
|  |          |                     | K3                  | Calgary Cowboys     | 4 |             |             |               |   |    |                     |            |               |   |  |        |        |        |
|  |          |                     |                     |                     |   |             |             |               |   |    |                     |            |               |   |  |        |        |        |
|  |          |                     |                     |                     |   |             |             |               |   |    |                     |            |               |   |  |        |        |        |
|  |          |                     |                     |                     |   |             |             |               |   |    |                     | K1         | Winnipeg Jets | 4 |  |        |        |        |
|  |          |                     |                     |                     |   |             |             |               |   |    |                     |            |               |   |  |        |        |        |
|  |          | Z1                  | Houston Aeros       | 0                   |   |             |             |               |   |    |                     |            |               |   |  |        |        |        |
|  |          | Z1                  | Houston Aeros       | 0                   |   |             |             |               |   |    |                     |            |               |   |  |        |        |        |
|  |          |                     |                     |                     |   |             |             |               |   |    |                     |            |               |   |  |        |        |        |
|  |          |                     |                     |                     |   |             |             |               |   |    |                     |            |               |   |  |        |        |        |
|  |          | V1                  | Indianapolis Racers | 3                   |   |             |             |               |   |    |                     |            |               |   |  |        |        |        |
|  |          |                     |                     | 3                   |   |             |             |               |   |    |                     |            |               |   |  |        |        |        |
|  |          |                     | V3                  | New England Whalers | 4 |             |             |               |   |    |                     |            |               |   |  |        |        |        |
|  | V2       | Cleveland Crusaders | V3                  | New England Whalers | 4 | 0           |             |               |   |    |                     |            |               |   |  |        |        |        |
|  | V2       | Cleveland Crusaders |                     |                     |   | 0           |             |               |   |    |                     |            |               |   |  |        |        |        |
|  | V3       | New England Whalers | 3                   |                     |   |             |             |               |   |    |                     |            |               |   |  |        |        |        |
|  | V3       | New England Whalers | 3                   |                     |   |             |             |               |   | V3 | New England Whalers | 3          |               |   |  |        |        |        |
|  |          |                     |                     |                     |   |             |             |               |   | V3 | New England Whalers | 3          |               |   |  |        |        |        |
|  |          | Z1                  | Houston Aeros       | 4                   |   |             |             |               |   |    |                     |            |               |   |  |        |        |        |
|  |          | Z1                  | Houston Aeros       | 4                   |   |             |             |               |   |    |                     |            |               |   |  |        |        |        |
|  |          |                     |                     |                     |   |             |             |               |   |    |                     |            |               |   |  |        |        |        |
|  |          |                     |                     |                     |   |             |             |               |   |    |                     |            |               |   |  |        |        |        |
|  |          | Z1                  | Houston Aeros       | 4                   |   |             |             |               |   |    |                     |            |               |   |  |        |        |        |
|  |          |                     |                     | 4                   |   |             |             |               |   |    |                     |            |               |   |  |        |        |        |
|  |          |                     | Z3                  | San Diego Mariners  | 2 |             |             |               |   |    |                     |            |               |   |  |        |        |        |
|  | Z2       | Phoenix Roadrunners | Z3                  | San Diego Mariners  | 2 | 2           |             |               |   |    |                     |            |               |   |  |        |        |        |
|  | Z2       | Phoenix Roadrunners |                     |                     |   | 2           |             |               |   |    |                     |            |               |   |  |        |        |        |
|  | Z3       | San Diego Mariners  | 3                   |                     |   |             |             |               |   |    |                     |            |               |   |  |        |        |        |

### Předkolo
| Cleveland Crusaders vs. New England Whalers | Cleveland Crusaders vs. New England Whalers | Cleveland Crusaders vs. New England Whalers | Cleveland Crusaders vs. New England Whalers | Cleveland Crusaders vs. New England Whalers | Cleveland Crusaders vs. New England Whalers | Cleveland Crusaders vs. New England Whalers |
| Datum                                       | Domácí                                      | Domácí                                      | Hosté                                       | Hosté                                       | Prod.                                       |                                             |
| ------------------------------------------- | ------------------------------------------- | ------------------------------------------- | ------------------------------------------- | ------------------------------------------- | ------------------------------------------- | ------------------------------------------- |
| 9. dubna                                    | Cleveland                                   | 3                                           | 5                                           | New England                                 |                                             |                                             |
| 10. dubna                                   | New England                                 | 6                                           | 1                                           | Cleveland                                   |                                             |                                             |
| 11. dubna                                   | New England                                 | 3                                           | 2                                           | Cleveland                                   |                                             |                                             |
| New England Whalers vyhrál 3:0 na série.    |                                             |                                             |                                             |                                             |                                             |                                             |

| Phoenix Roadrunners vs. San Diego Mariners | Phoenix Roadrunners vs. San Diego Mariners | Phoenix Roadrunners vs. San Diego Mariners | Phoenix Roadrunners vs. San Diego Mariners | Phoenix Roadrunners vs. San Diego Mariners | Phoenix Roadrunners vs. San Diego Mariners | Phoenix Roadrunners vs. San Diego Mariners |
| Datum                                      | Domácí                                     | Domácí                                     | Hosté                                      | Hosté                                      | Prod.                                      |                                            |
| ------------------------------------------ | ------------------------------------------ | ------------------------------------------ | ------------------------------------------ | ------------------------------------------ | ------------------------------------------ | ------------------------------------------ |
| 9. dubna                                   | San Diego                                  | 2                                          | 3                                          | Phoenix                                    | 1. Prod.                                   |                                            |
| 10. dubna                                  | Phoenix                                    | 2                                          | 4                                          | San Diego                                  |                                            |                                            |
| 13. dubna                                  | San Diego                                  | 4                                          | 6                                          | Phoenix                                    |                                            |                                            |
| 15. dubna                                  | Phoenix                                    | 1                                          | 5                                          | San Diego                                  |                                            |                                            |
| 17. dubna                                  | San Diego                                  | 2                                          | 1                                          | Phoenix                                    |                                            |                                            |
| San Diego Mariners vyhrál 3:2 na série.    |                                            |                                            |                                            |                                            |                                            |                                            |

### Čtvrtfinále
| Winnipeg Jets vs. Edmonton Oilers  | Winnipeg Jets vs. Edmonton Oilers | Winnipeg Jets vs. Edmonton Oilers | Winnipeg Jets vs. Edmonton Oilers | Winnipeg Jets vs. Edmonton Oilers | Winnipeg Jets vs. Edmonton Oilers | Winnipeg Jets vs. Edmonton Oilers |
| Datum                              | Domácí                            | Domácí                            | Hosté                             | Hosté                             | Prod.                             |                                   |
| ---------------------------------- | --------------------------------- | --------------------------------- | --------------------------------- | --------------------------------- | --------------------------------- | --------------------------------- |
| 9. dubna                           | Edmonton                          | 3                                 | 7                                 | Winnipeg                          |                                   |                                   |
| 11. dubna                          | Edmonton                          | 4                                 | 5                                 | Winnipeg                          | 1. Prod.                          |                                   |
| 14. dubna                          | Winnipeg                          | 3                                 | 2                                 | Edmonton                          |                                   |                                   |
| 16. dubna                          | Winnipeg                          | 7                                 | 2                                 | Edmonton                          |                                   |                                   |
| Winnipeg Jets vyhrál 4:0 na série. |                                   |                                   |                                   |                                   |                                   |                                   |

| Québec Nordiques vs. Calgary Cowboys | Québec Nordiques vs. Calgary Cowboys | Québec Nordiques vs. Calgary Cowboys | Québec Nordiques vs. Calgary Cowboys | Québec Nordiques vs. Calgary Cowboys | Québec Nordiques vs. Calgary Cowboys | Québec Nordiques vs. Calgary Cowboys |
| Datum                                | Domácí                               | Domácí                               | Hosté                                | Hosté                                | Prod.                                |                                      |
| ------------------------------------ | ------------------------------------ | ------------------------------------ | ------------------------------------ | ------------------------------------ | ------------------------------------ | ------------------------------------ |
| 10. dubna                            | Calgary                              | 3                                    | 1                                    | Québec                               |                                      |                                      |
| 11. dubna                            | Calgary                              | 8                                    | 4                                    | Québec                               |                                      |                                      |
| 14. dubna                            | Québec                               | 2                                    | 3                                    | Calgary                              |                                      |                                      |
| 16. dubna                            | Québec                               | 4                                    | 3                                    | Calgary                              |                                      |                                      |
| 18. dubna                            | Calgary                              | 6                                    | 4                                    | Québec                               |                                      |                                      |
| Calgary Cowboys vyhrál 4:1 na série. |                                      |                                      |                                      |                                      |                                      |                                      |

| Indianapolis Racers vs. New England Whalers      | Indianapolis Racers vs. New England Whalers | Indianapolis Racers vs. New England Whalers | Indianapolis Racers vs. New England Whalers | Indianapolis Racers vs. New England Whalers | Indianapolis Racers vs. New England Whalers | Indianapolis Racers vs. New England Whalers |
| Datum                                            | Domácí                                      | Domácí                                      | Hosté                                       | Hosté                                       | Prod.                                       |                                             |
| ------------------------------------------------ | ------------------------------------------- | ------------------------------------------- | ------------------------------------------- | ------------------------------------------- | ------------------------------------------- | ------------------------------------------- |
| 16. dubna                                        | New England                                 | 4                                           | 1                                           | Indianapolis                                |                                             |                                             |
| 17. dubna                                        | New England                                 | 0                                           | 4                                           | Indianapolis                                |                                             |                                             |
| 21. dubna                                        | Indianapolis                                | 0                                           | 3                                           | New England                                 |                                             |                                             |
| 23. dubna                                        | Indianapolis                                | 1                                           | 2                                           | New England                                 |                                             |                                             |
| 24. dubna                                        | New England                                 | 0                                           | 4                                           | Indianapolis                                |                                             |                                             |
| 27. dubna                                        | Indianapolis                                | 5                                           | 3                                           | New England                                 |                                             |                                             |
| 29. dubna                                        | New England                                 | 6                                           | 0                                           | Indianapolis                                |                                             |                                             |
| New England Whalers vyhrál Whalers 4:3 na série. |                                             |                                             |                                             |                                             |                                             |                                             |

| Houston Aeros vs. San Diego Mariners | Houston Aeros vs. San Diego Mariners | Houston Aeros vs. San Diego Mariners | Houston Aeros vs. San Diego Mariners | Houston Aeros vs. San Diego Mariners | Houston Aeros vs. San Diego Mariners | Houston Aeros vs. San Diego Mariners |
| Datum                                | Domácí                               | Domácí                               | Hosté                                | Hosté                                | Prod.                                |                                      |
| ------------------------------------ | ------------------------------------ | ------------------------------------ | ------------------------------------ | ------------------------------------ | ------------------------------------ | ------------------------------------ |
| 21. dubna                            | San Diego                            | 6                                    | 8                                    | Houston                              |                                      |                                      |
| 23. dubna                            | San Diego                            | 1                                    | 3                                    | Houston                              |                                      |                                      |
| 25. dubna                            | Houston                              | 8                                    | 4                                    | San Diego                            |                                      |                                      |
| 27. dubna                            | Houston                              | 2                                    | 3                                    | San Diego                            |                                      |                                      |
| 28. dubna                            | San Diego                            | 3                                    | 2                                    | Houston                              |                                      |                                      |
| 30. dubna                            | Houston                              | 3                                    | 2                                    | San Diego                            |                                      |                                      |
| Houston Aeros vyhrál 4:2 na série.   |                                      |                                      |                                      |                                      |                                      |                                      |

### Semifinále
| Winnipeg Jets vs. Calgary Cowboys  | Winnipeg Jets vs. Calgary Cowboys | Winnipeg Jets vs. Calgary Cowboys | Winnipeg Jets vs. Calgary Cowboys | Winnipeg Jets vs. Calgary Cowboys | Winnipeg Jets vs. Calgary Cowboys | Winnipeg Jets vs. Calgary Cowboys |
| Datum                              | Domácí                            | Domácí                            | Hosté                             | Hosté                             | Prod.                             |                                   |
| ---------------------------------- | --------------------------------- | --------------------------------- | --------------------------------- | --------------------------------- | --------------------------------- | --------------------------------- |
| 23. dubna                          | Calgary                           | 1                                 | 6                                 | Winnipeg                          |                                   |                                   |
| 25. dubna                          | Calgary                           | 2                                 | 3                                 | Winnipeg                          |                                   |                                   |
| 28. dubna                          | Winnipeg                          | 6                                 | 3                                 | Calgary                           |                                   |                                   |
| 30. dubna                          | Winnipeg                          | 3                                 | 7                                 | Calgary                           |                                   |                                   |
| 2. května                          | Calgary                           | 0                                 | 4                                 | Winnipeg                          |                                   |                                   |
| Winnipeg Jets vyhrál 4:1 na série. |                                   |                                   |                                   |                                   |                                   |                                   |

| Houston Aeros vs. New England Whalers | Houston Aeros vs. New England Whalers | Houston Aeros vs. New England Whalers | Houston Aeros vs. New England Whalers | Houston Aeros vs. New England Whalers | Houston Aeros vs. New England Whalers | Houston Aeros vs. New England Whalers |
| Datum                                 | Domácí                                | Domácí                                | Hosté                                 | Hosté                                 | Prod.                                 |                                       |
| ------------------------------------- | ------------------------------------- | ------------------------------------- | ------------------------------------- | ------------------------------------- | ------------------------------------- | ------------------------------------- |
| 5. května                             | New England                           | 4                                     | 2                                     | Houston                               |                                       |                                       |
| 7. května                             | New England                           | 3                                     | 5                                     | Houston                               |                                       |                                       |
| 9. května                             | Houston                               | 2                                     | 4                                     | New England                           |                                       |                                       |
| 11. května                            | Houston                               | 4                                     | 3                                     | New England                           |                                       |                                       |
| 13. května                            | New England                           | 3                                     | 4                                     | Houston                               |                                       |                                       |
| 15. května                            | Houston                               | 2                                     | 6                                     | New England                           |                                       |                                       |
| 16. května                            | New England                           | 0                                     | 2                                     | Houston                               |                                       |                                       |
| Houston Aeros vyhrál 4:3 na série.    |                                       |                                       |                                       |                                       |                                       |                                       |

### Finále
| Houston Aeros vs. Winnipeg Jets                                      | Houston Aeros vs. Winnipeg Jets | Houston Aeros vs. Winnipeg Jets | Houston Aeros vs. Winnipeg Jets | Houston Aeros vs. Winnipeg Jets | Houston Aeros vs. Winnipeg Jets | Houston Aeros vs. Winnipeg Jets |
| Datum                                                                | Domácí                          | Domácí                          | Hosté                           | Hosté                           | Prod.                           |                                 |
| -------------------------------------------------------------------- | ------------------------------- | ------------------------------- | ------------------------------- | ------------------------------- | ------------------------------- | ------------------------------- |
| 20. května                                                           | Winnipeg                        | 4                               | 3                               | Houston                         |                                 |                                 |
| 23. května                                                           | Winnipeg                        | 5                               | 4                               | Houston                         |                                 |                                 |
| 25. května                                                           | Houston                         | 3                               | 6                               | Winnipeg                        |                                 |                                 |
| 27. května                                                           | Houston                         | 1                               | 9                               | Winnipeg                        |                                 |                                 |
| Winnipeg Jets Aeros vyhrál 4:0 na série a vyhráli Avco World Trophy. |                                 |                                 |                                 |                                 |                                 |                                 |

### Hráčské statistiky play-off

#### Kanadské bodování
Toto je konečné pořadí hráčů podle dosažených bodů. Za jeden vstřelený gól nebo přihrávku na gól hráč získal jeden bod.
| Poř. | Hráč            | Tým                 | Z  | G  | A  | B  | TM | +/- |
| ---- | --------------- | ------------------- | -- | -- | -- | -- | -- | --- |
| 1.   | Ulf Nilsson     | Winnipeg Jets       | 13 | 7  | 19 | 26 | 6  | +15 |
| 2.   | Bobby Hull      | Winnipeg Jets       | 13 | 12 | 8  | 20 | 4  | +15 |
| 3.   | Anders Hedberg  | Winnipeg Jets       | 13 | 13 | 6  | 19 | 15 | +16 |
| 4.   | Tom Webster     | New England Whalers | 17 | 10 | 9  | 19 | 6  | +3  |
| 5.   | Mark Howe       | Houston Aeros       | 17 | 6  | 10 | 16 | 18 | 0   |
| 6.   | Terry Ruskowski | Houston Aeros       | 16 | 6  | 10 | 16 | 64 | +8  |

## Trofeje a ocenění
‎Nové trofeje byly pojmenovány po některých ze zakladatelů týmů a klíčových osobnostech z organizace WHA.‎
| Trofej                          | Hráč              | Tým                 |
| ------------------------------- | ----------------- | ------------------- |
| Gordie Howe Trophy              | Marc Tardif       | Québec Nordiques    |
| Bill Hunter Trophy              | Marc Tardif       | Québec Nordiques    |
| Lou Kaplan Trophy               | Mark Napier       | Toronto Toros       |
| Ben Hatskin Trophy              | Michel Dion       | Indianapolis Racers |
| Dennis A. Murphy Trophy         | Paul Shmyr        | Cleveland Crusaders |
| WHA Playoff MVP                 | Ulf Nilsson       | Winnipeg Jets       |
| Robert Schmertz Memorial Trophy | Bobby Kromm       | Winnipeg Jets       |
| Paul Deneau Trophy              | Václav Nedomanský | Toronto Toros       |

### All-Star Tým

#### První All-Star Tým
| Hráč           | Pozice           | Tým                 | Z  | G  | A  | B   |
| -------------- | ---------------- | ------------------- | -- | -- | -- | --- |
| Ulf Nilsson    | Střední útočník  | Winnipeg Jets       | 78 | 38 | 76 | 114 |
| Anders Hedberg | Křídelný útočník | Winnipeg Jets       | 76 | 50 | 55 | 105 |
| Marc Tardif    | Křídelný útočník | Québec Nordiques    | 80 | 71 | 77 | 148 |
| Paul Shmyr     | Obránce          | Cleveland Crusaders | 70 | 6  | 44 | 50  |
| J. C. Tremblay | Obránce          | Québec Nordiques    | 80 | 12 | 77 | 89  |

| Hráč      | Pozice  | Tým           | Z  | V  | ČK | POG  |
| --------- | ------- | ------------- | -- | -- | -- | ---- |
| Joe Daley | Brankář | Winnipeg Jets | 62 | 41 | 5  | 2,84 |

#### Druhý All-Star Tým
| Hráč           | Pozice           | Tým                 | Z  | G  | A  | B   |
| -------------- | ---------------- | ------------------- | -- | -- | -- | --- |
| Robbie Ftorek  | Střední útočník  | Phoenix Roadrunners | 80 | 41 | 72 | 113 |
| Réal Cloutier  | Křídelný útočník | Québec Nordiques    | 80 | 60 | 54 | 114 |
| Bobby Hull     | Křídelný útočník | Winnipeg Jets       | 80 | 53 | 70 | 123 |
| Kevin Morrison | Obránce          | San Diego Mariners  | 80 | 22 | 43 | 65  |
| Pat Stapleton  | Obránce          | Indianapolis Racers | 80 | 4  | 40 | 44  |

| Hráč        | Pozice  | Tým           | Z  | V  | ČK | POG  |
| ----------- | ------- | ------------- | -- | -- | -- | ---- |
| Ron Grahame | Brankář | Houston Aeros | 57 | 39 | 3  | 3,27 |

## Vítězové Avco World Trophy
|  | Brankáři: Joe Daley • Curt Larsson Obránci: Thommie Bergman • Mike Ford • Ted Green • Larry Hillman • Larry Hornung • Perry Miller • Gerry Odrowski • Heikki Riihiranta • Lars-Erik Sjöberg (C) Útočníci: Duke Asmundson • Norm Beaudin • Bob Guindon • Anders Hedberg • Bobby Hull • Veli-Pekka Ketola • Bill Lesuk • Mats Lindh • Willy Lindström • Lyle Moffat • Ulf Nilsson • Peter Sullivan Trenér: Bobby Kromm Generální manažer: Rudy Pilous |